# Газонна решітка
Газонна решітка — це пористий модуль, який використовується для зміцнення ґрунту, захисту кореневої системи рослин газону, а також флори і фауни від пошкоджень, наприклад, для створення зелених пішохідних та ігрових зон, а також так званих екопарковок. Чарунки газонної решітки вільно пропускають ззовні вологу, а зсередини — зростаючу траву, надійно оберігаючи рослини від витоптування пішоходами або пошкодження колесами транспорту.
Газонні решітки укладаються в ґрунт на невелику глибину, не перешкоджають проростанню трави, сприяють утворенню красивого і рівного покриття з надійно захищеною чарунками кореневою системою. Здатність газонної решітки з покладеним під неї дренажним шаром ефективно виводити воду в нижні шари ґрунту дозволяє уникнути перезволоження території. Завдяки цьому, наприклад, автомобілі на парковці перестають буксувати навіть в сиру, дощову погоду.

## Сфери застосування газонних решіток
За допомогою газонних решіток успішно вирішується одна з найсерйозніших завдань при облаштуванні території — гармонійного й екологічного сусідства господарської та індустріальної діяльності людини з довкіллям. Газонна решітка дозволяє перетворити міські зони, зазвичай зайняті асфальтом або плиткою в екологічні галявини, екопарковки і газони, так необхідні для «дихання» сучасного міста.
В даний час газонні решітки застосовуються за благоустрою територій, будівництва спортивних та дитячих майданчиків, екологічних парковок і паркових зон, укріплення схилів/берегів, тимчасових майданчиків для проведення масових заходів (просто неба), кемпінгів, полів для кінного спорту, доріжок малої авіації тощо. Залежно від типу і матеріалу решітки, таке покриття здатне витримувати навантаження до 1200 тонн на квадратний метр або ж парковку транспорту вагою до 90 тонн.
Решітки висотою 40-50 мм зазвичай знаходять своє місце в газонах з малими та середніми навантаженнями (приватний сектор, зелені пішохідні зони, паркування легкового транспорту). При серйознішому зовнішньому впливі (парковках для вантажних автомобілів, автобусів тощо), застосовуються посилені газонні решітки з додатковими ребрами жорсткості. Також можуть бути використані решітки з бетону, під якими розташовується піщано-гравієвий тримальний шар. У цьому випадку під газоном без загрози пошкодження можуть проходити будь-які комунікації (водопровід, каналізація та ін.)

## Різновиди газонних решіток та їх особливості
Основні типи:
1. газонні решітки, що виробляються зі скловолокон або первинного пластику;
2. пластикові газонні решітки, що виробляються з перероблених шин;
3. газонні решітки, що виробляються з вторинно переробленої сировини (деякі-армовані; найбільш екологічно чисті);
4. бетонні газонні решітки (пресовані або вилиті).

Окрім цього, газонні решітки можна розподілити:
- за типом навантаження, що вони здатні витримувати: легкого та важкого типу;
- за найбільш розповсюдженою формою чарунок: квадрат, ромб, сота, прямокутник;
- за найбільш розповсюдженими кольорами: сірі, зелені, чорні;

Як правило, модулі газонних решіток мають правильну геометричну форму.
Сучасні газонні решітки в переважній більшості не піддаються впливу вологи, не руйнуються від перепаду температур і УФ-променів, зносостійкі, морозостійкі і екологічно безпечні. В результаті, газонні решітки здатні ефективно служити не менше 20 років без технічного обслуговування. При високій ефективності під час експлуатації, решітки поєднують в собі й такі суттєві особливості, як надзвичайна простота у використанні, легкість у транспортуванні і монтажі-демонтажі.
На краях кожного модуля решітки знаходяться спеціальні «замки», призначені для кріплення модулів між собою. Це дозволяє створити єдине газонне покриття будь-якої площі з рівномірним розподілом зовнішнього навантаження між модулями. Зібрана з модулів поверхня поєднує в собі міцність і стійкість до стиснення і зміщення, надійно запобігає деформації і руйнуванню газону.
Чарунки газонних решіток можуть засіватись газоном, заповнюватись галькою/гравієм/трісками або іншими декоративними елементами, а також їх комбінаціями. З метою маркування, створення написів/візерунків деякі газонні решітки можуть поєднуватись зі спеціальною бруківкою та маркувальними елементами, що тісно фіксуються у чарунках.

## Екологічні переваги
- Один з найкращих методів захисту для молодих рослин, а також лунок поодиноких дерев;
- Захист від ерозії і зсуву ґрунту;
- Захист від підтоплень та парникового ефекту (на відміну від асфальту/ФЕМ);
- Економія природних мінеральних ресурсів;
- Зменшення викидів у атмосферу оксиду вуглецю;
- У пластикових моделей 100 % можливість переробки;
- Відсутність екологічно шкідливих домішок, не випаровують шкідливих речовин;
- Захист флори і фауни поверхневого шару ґрунту;
- Чудовий дренаж ґрунту, газо-водопроникність;
- Створення сприятливих умови для розвитку рослин;
- Природна інфільтрація води;
- Велика щільність покриття травою, у пластикових моделей досягає 90 %;
- Деякі зразки виготовляють з сировини вторинної переробки!